# Petar Merkov
Petar Merkov, född den 3 november 1976 i Plovdiv, Bulgarien, är en bulgarisk kanotist.
Han tog OS-silver på K-1 1000 meter och även OS-silver på K-1 500 meter i samband med de olympiska kanottävlingarna 2000 i Sydney.